# Sofia Dorothea de Celle
Sofia Dorothea (n. 15 septembrie 1666 – 13 noiembrie 1726) a fost soția și verișoara lui Georg Ludovic, Duce de Braunschweig-Lüneburg, devenit mai târziu regele George I al Marii Britanii și mama regelui George al II-lea al Marii Britanii.

## Biografie
| Cartonașul galben     |  | Cartonașul roșu      |
| Tatăl Sofiei Dorothea |  | Mama Sofiei Dorothea |

Sofia Dorothea s-a născut la 15 septembrie 1666, fiind singurul copil al lui Georg, Duce de Brunswick-Lüneburg și a metresei acestuia, Eleonore d'Esmier d'Olbreuse (1639–1722), contesă de Williamsburg. În 1676 părinții ei s-au căsătorit.
Au existat discuții pentru o căsătorie între Sofia Dorothea și viitorul rege al Danemarcei, însă discuțiile s-au încheiat după ce mama viitorului rege a vorbit cu Sofia de Hanovra (viitoarea ei soacră). Un alt angajament, cel cu ducele de Brunswick-Wolfenbüttel, a fost rupt  după ce ducesa Sofia l-a convins pe cumnatul ei de avantajul unei căsătorii între Sofia Dorothea și vărul ei.
La 22 noiembrie 1682, la Celle, Sofia Dorothea s-a căsătorit cu vărul ei, George Louis. În 1705 el a moștenit principatul Lüneburg după decesul socrului său, Georg, Duce de Brunswick-Lüneburg, și în 1714 regatul Marii Britanii și a Irlandei de Nord devenind rege sub numele de George I al Marii Britanii. Mama lui, ducesa Sofia, era o nepoată a regelui Iacob I al Angliei. 
Mariajul dintre George Louis și Sofia Dorothea a fost unul nefericit. Familia lui apropiată, în special mama lui, a urât-o și a desconsiderat-o pe Sofia Dorothea.
Motivul căsătoriei a fost aproape pur financiar; ducesa Sofia i-a scris nepoatei ei Elizabeth Charlotte "O sută de mii de taleri pe an este o sumă frumoasă de buzunar, fără a vorbi de faptul că este o soție frumoasă pentru fiul meu George Louis, băiatul cel mai încăpățânat care a trăit vreodată, care are în jurul creierului o crusta groasă și provoc pe orice bărbat sau femeie să descopere vreodată ce se află acolo. Nu-i pasă prea mult de căsătorie în sine, ci cei o sută de mii de taleri pe an l-au ispitit așa cum ar fi ispitit pe oricine altcineva".
Lucrurile dintre cei doi soți au părut a se îmbunătăți după nașterea a doi copii:
- George Augustus, născut în 1683, mai târziu regele George al II-lea al marii Britanii
- Sofia Dorothea, născută în 1686, mai târziu soția regelui Frederic Wilhelm I al Prusiei și mama regelui Frederic cel Mare.

Însă George Louis a intrat într-o relație cu Melusine von der Schulenburg și a început să-și neglijeze soția. Părinții lui i-au cerut să fie mai circumspect cu metresa, temându-se că întreruperea căsătoriei ar perturba plata de o sută de mii de taleri, dar el a răspuns prin a începe să-și trateze soția brutal.

## Aventura

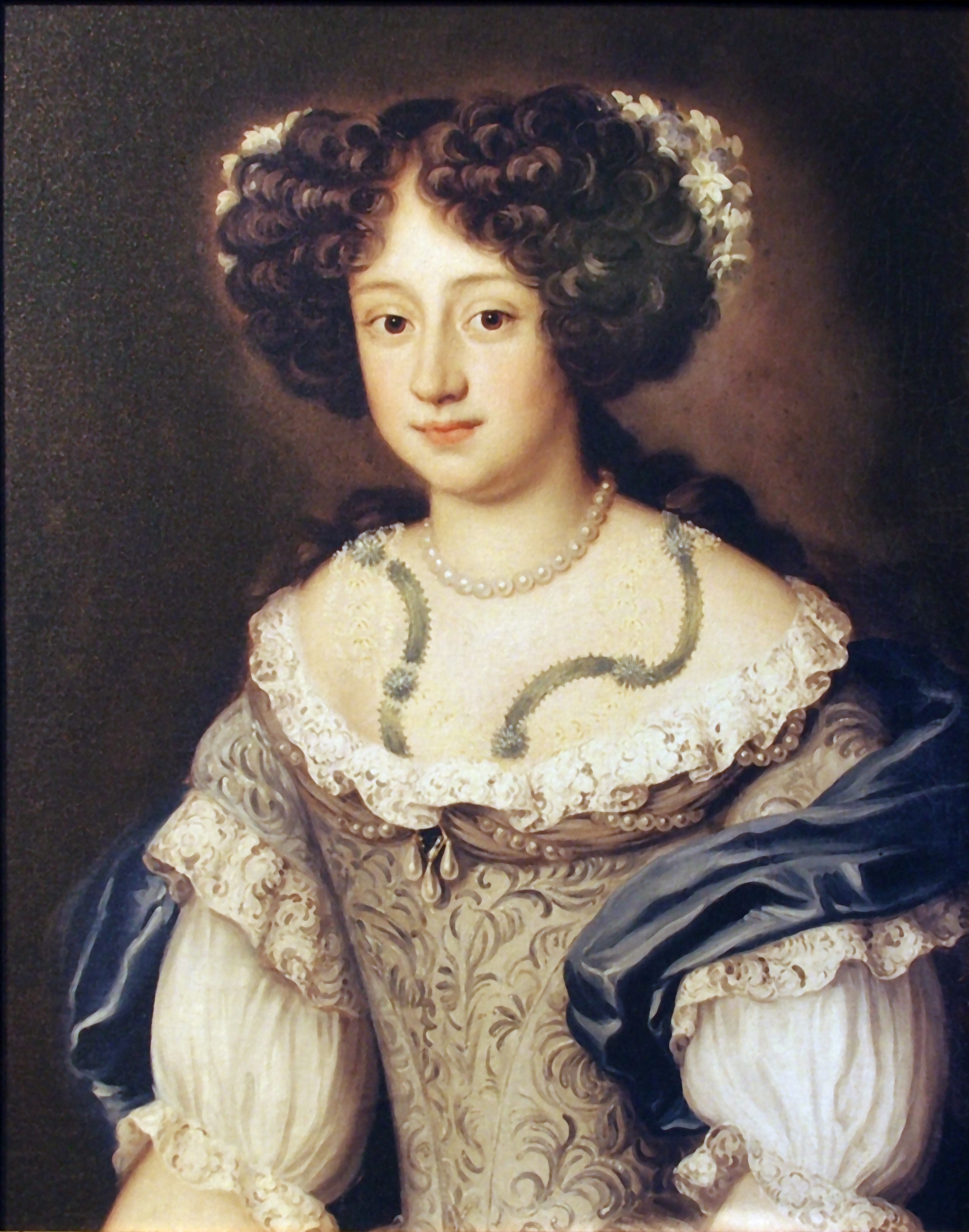
Sofia Dorothea în ca. 1681.

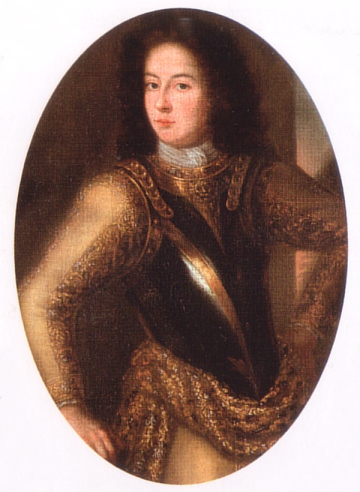
Philip Christoph von Königsmarck (4 martie 1665 – 2 iulie 1694)

În aceste condiții, Sofia Dorothea l-a reîntâlnit pe contele suedez Philip Christoph von Königsmarck. Cei doi s-ai întâlnit prima dată la Celle când el avea 16 ani. Ei au flirtat inocent și au scris numele lor pe ferestrele palatului împreună cu cuvintele: "Nu mă uita". La 1 martie 1688 el i-a reamintit povestea lor și cei doi au reînnoit-o. Frații mai mici ai lui George Louis îl plăceau pe conte și l-au adus în salonul Sofiei ca s-o înveselească. El a stat în Hanovra doi ani și nu există motive să credem că relația a fost altceva în afară de una platonică. El a plecat într-o expediție militară în Peloponnese în 1690. La întoarcere, relația dintre el și Sofia Dorothea s-a intensificat. Ei au început să-și trimită scrisori de dragoste ceea ce sugerează că relația s-a consumat.
În 1692 primele lor scrisori au fost prezentate nou-numitului Elector Ernest Augustus (socrul Sofiei Dorothea). Din moment ce un scandal ar fi amenințat noul său statut, Electorul l-a trimis pe Königsmarck să lupte de partea armatei hanoveriene împotriva regelui Ludovic al XIV-lea. Alți soldați au primit permisii pentru a vizita Hanovra însă el nu a primit. Într-o noapte, Königsmarck și-a părăsit postul și a mers timp de șase zile pentru a ajunge în Hanovra. A doua zi după sosirea sa a mărturisit în fața feldmareșalul Heinrich că și-a încălcat datoria și a implorat pentru permisiunea de a rămâne în Hanovra. Ernest Augustus l-a exilat pe Königsmarck.
George Louis și-a certat soția pentru aventură iar ea l-a acuzat pe el pentru acestă situație. Cearta a escaladat până la punctul în care George Louis s-a aruncat asupra soției sale și a început s-o tragă de păr și s-o stranguleze, lăsându-i puternice semne vinete. 
Königsmarck probabil a fost ucis în timp ce încerca zadarnic să scape din Hanovra. În 1694 el a dispărut (mai multe gărzi și contesa palatină au mărturisit pe patul de moarte că ar fi fost implicate în moartea lui). George Louis a divorțat de Sofia Dorothea și apoi a închis-o în Castelul Ahlden. Ea a rămas în captivitate până la moartea ei, cu peste treizeci de ani mai târziu, la 13 noiembrie 1726. Uneori Sofia Dorothea este menționată ca "prințesa de la Ahlden".
Infidelitatea Sofiei Dorothea nu a fost clar dovedită fiind posibil ca pretinsele scrisori schimbate între cei doi să fi fost falsuri. George al II-lea a fost foarte deranjat de încarcerarea mamei sale și a fost unul dintre o serie de motive care au contribuit la raportul de ură reciprocă dintre el și tatăl său.
Sofia Dorothea s-a îmbolnăvit în august 1726 și a fost imobilizată la pat, pe care nu l-a mai părăsit niciodată. Sofia Dorothea avea 60 de ani din care 33 de an și i-a petrecut încarcerată. George nu a permis doliu în Hanovra sau Londra și a fost furios când a auzit că la curtea fiicei sale din Berlin s-a purtat negru.